# 施內費訥山

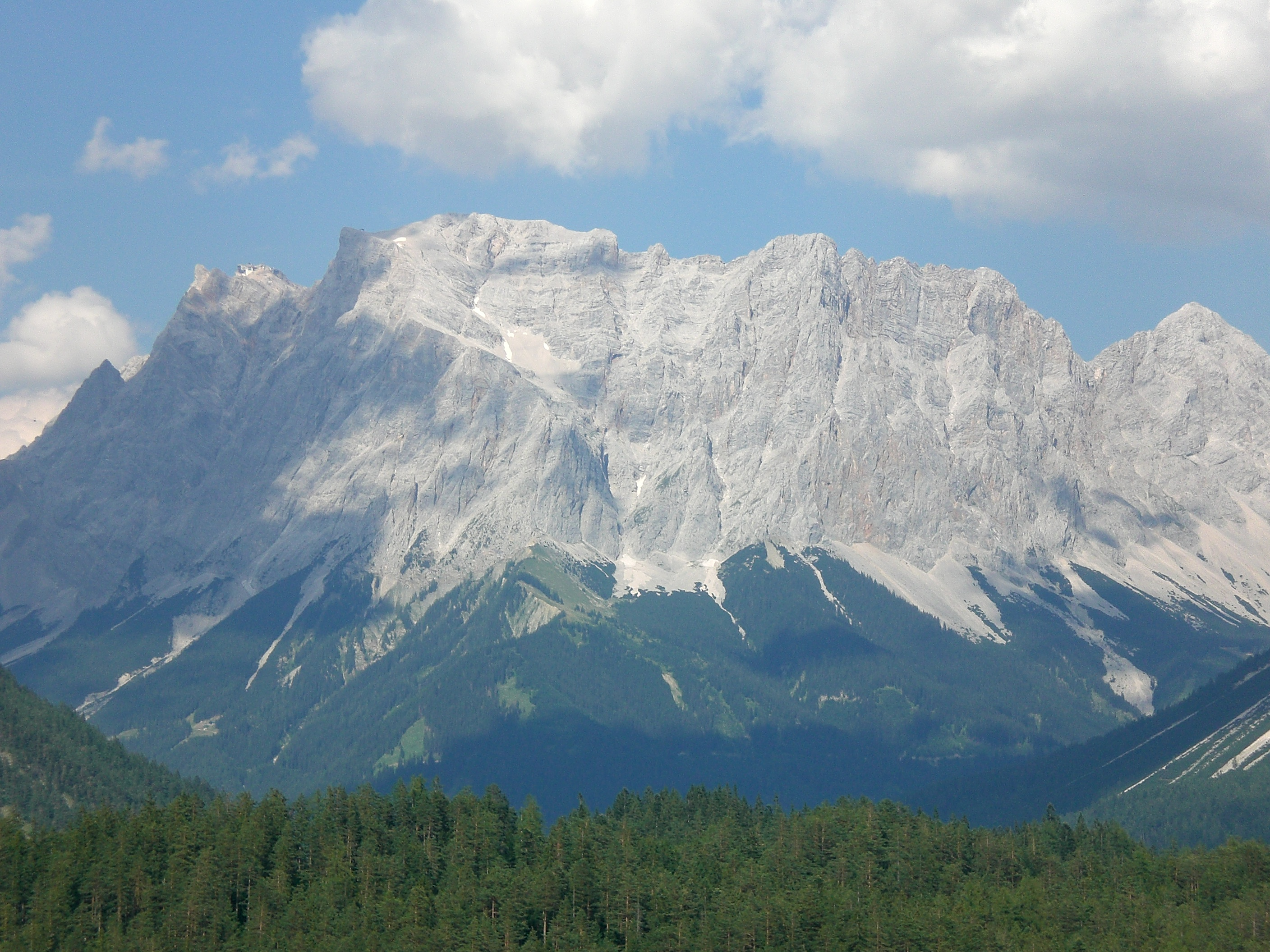

47°24′36″N 10°58′13″E / 47.41000°N 10.97028°E
施內費訥山（德語：Schneefernerkopf），是德國的山峰，位於該國東南部，由巴伐利亞負責管轄，屬於韋特施泰因山脈的一部分，海拔高度2,875米，人類在1871年首次登頂。